# Sönke Wortmann
Sönke Wortmann (25 de Agosto de 1959 em Marl (Renânia)) é um diretor de cinema alemão.

## Trabalho profissional
Após sua graduação, Sönke tornou-se um futebolista profissional por três anos. Sem talento suficiente para uma carreira de sucesso, ele largou a carreira de futebolista em busca de um novo campo de estudos. Após terminar uma universidade de sociologia, ele resolveu entrar na Universidade de Televisão e Filmes de Munique em 1984. Após sua graduação em 1989, ele também passou algum tempo no London Royal College of Art.
Além dos estudos, ele trabalhou como ator, aparecendo em um programa de TV de Baviera chamado Die glückliche Familie (A Família Sortuda, em português).
Em 1991, seu primeiro longa-metragem, Allein unter Frauen (Sozinho entre as mulheres, em português), estreou com muito sucesso, mas foi Der bewegte Mann, em 1995, que trouxe-lhe críticas ovacionais. Desde então, ele fez vários outros filmes, sendo o mais recente Das Wunder von Bern (O Milagre de Berna), que foi o mais bem sucedido filme alemão de 2003.

## Prêmios
- 1997 Bavarian Film Awards, Melhor Diretor
- 2003 Bavarian Film Awards, Melhor Diretor

## Filmografia
- Deutschland. Ein Sommermärchen (2006)
- Das Wunder von Bern (2003)
- The Hollywood Sign (2001)
- St. Pauli Nacht (1999)
- Der Campus (1998)
- Das Superweib (1996)
- Der Bewegte Mann (1994)
- Mr. Bluesman (1993)
- Kleine Haie (1992)
- Allein unter Frauen (1991)
- Drei D (1988)
- Hochzeit des Figaro (1988)
- Fotofinish (1986)
- Anderthalb (1984)
- Nachtfahrer (1981)